# Mã quốc gia: A
- A
- B
- C
- D–E
- F
- G
- H–I
- J–K
- L
- M
- N
- O–Q
- R
- S
- T
- U–Z

## Afghanistan
| ISO 3166-1 numeric 004        | ISO 3166-1 alpha-3 AFG | ISO 3166-1 alpha-2 AF              | Tiền tố mã sân bay ICAO OA            |
| Mã E.164 +93                  | Mã quốc gia IOC AFG    | Tên miền quốc gia cấp cao nhất .af | Tiền tố đăng ký sân bay ICAO YA-      |
| Mã quốc gia di động E.212 412 | Mã ba ký tự NATO AFG   | Mã hai ký tự NATO (lỗi thời) AF    | Mã MARC LOC AF                        |
| ID hàng hải ITU 401           | Mã ký tự ITU AFG       | Mã quốc gia FIPS AF                | Mã biển giấy phép AFG                 |
| Tiền tố GTIN GS1 —            | Mã quốc gia UNDP AFG   | Mã quốc gia WMO AH                 | Tiền tố callsign ITU T6A-T6Z, YAA-YAZ |

## Quần đảo Åland
| ISO 3166-1 numeric 248        | ISO 3166-1 alpha-3 ALA | ISO 3166-1 alpha-2 AX              | Tiền tố mã sân bay ICAO —               |
| Mã E.164 +358                 | Mã quốc gia IOC —      | Tên miền quốc gia cấp cao nhất .ax | Tiền tố đăng ký sân bay ICAO OH-        |
| Mã quốc gia di động E.212 244 | Mã ba ký tự NATO —     | Mã hai ký tự NATO (lỗi thời) FI-AL | Mã MARC LOC —                           |
| ID hàng hải ITU —             | Mã ký tự ITU —         | Mã quốc gia FIPS —                 | Mã biển giấy phép AX (không chính thức) |
| Tiền tố GTIN GS1 —            | Mã quốc gia UNDP —     | Mã quốc gia WMO —                  | Tiền tố callsign ITU —                  |

## Albania
| ISO 3166-1 numeric 008        | ISO 3166-1 alpha-3 ALB | ISO 3166-1 alpha-2 AL              | Tiền tố mã sân bay ICAO LA       |
| Mã E.164 +355                 | Mã quốc gia IOC ALB    | Tên miền quốc gia cấp cao nhất .al | Tiền tố đăng ký sân bay ICAO ZA- |
| Mã quốc gia di động E.212 276 | Mã ba ký tự NATO ALB   | Mã hai ký tự NATO (lỗi thời) AL    | Mã MARC LOC AA                   |
| ID hàng hải ITU 201           | Mã ký tự ITU ALB       | Mã quốc gia FIPS AL                | Mã biển giấy phép AL             |
| Tiền tố GTIN GS1 530          | Mã quốc gia UNDP ALB   | Mã quốc gia WMO AB                 | Tiền tố callsign ITU ZAA-ZAZ     |

## Alderney
| ISO 3166-1 numeric —        | ISO 3166-1 alpha-3 — | ISO 3166-1 alpha-2 —             | Tiền tố mã sân bay ICAO —      |
| Mã E.164 +44                | Mã quốc gia IOC —    | Tên miền quốc gia cấp cao nhất — | Tiền tố đăng ký sân bay ICAO — |
| Mã quốc gia di động E.212 — | Mã ba ký tự NATO —   | Mã hai ký tự NATO (lỗi thời) —   | Mã MARC LOC —                  |
| ID hàng hải ITU —           | Mã ký tự ITU —       | Mã quốc gia FIPS —               | Mã biển giấy phép GBA          |
| Tiền tố GTIN GS1 —          | Mã quốc gia UNDP —   | Mã quốc gia WMO —                | Tiền tố callsign ITU —         |

## Algérie
| ISO 3166-1 numeric 012        | ISO 3166-1 alpha-3 DZA | ISO 3166-1 alpha-2 DZ              | Tiền tố mã sân bay ICAO DA            |
| Mã E.164 +213                 | Mã quốc gia IOC ALG    | Tên miền quốc gia cấp cao nhất .dz | Tiền tố đăng ký sân bay ICAO 7T-      |
| Mã quốc gia di động E.212 603 | Mã ba ký tự NATO DAZ   | Mã hai ký tự NATO (lỗi thời) AG    | Mã MARC LOC AE                        |
| ID hàng hải ITU 605           | Mã ký tự ITU ALG       | Mã quốc gia FIPS AG                | Mã biển giấy phép DZ                  |
| Tiền tố GTIN GS1 316          | Mã quốc gia UNDP ALG   | Mã quốc gia WMO AL                 | Tiền tố callsign ITU 7RA-7RZ, 7TA-7YZ |

## Samoa thuộc Mỹ
| ISO 3166-1 numeric 016        | ISO 3166-1 alpha-3 ASM | ISO 3166-1 alpha-2 AS              | Tiền tố mã sân bay ICAO NS      |
| Mã E.164 +1684                | Mã quốc gia IOC ASA    | Tên miền quốc gia cấp cao nhất .as | Tiền tố đăng ký sân bay ICAO N- |
| Mã quốc gia di động E.212 544 | Mã ba ký tự NATO ASM   | Mã hai ký tự NATO (lỗi thời) SS    | Mã MARC LOC AS                  |
| ID hàng hải ITU 559           | Mã ký tự ITU SMA       | Mã quốc gia FIPS AQ                | Mã biển giấy phép —             |
| Tiền tố GTIN GS1 —            | Mã quốc gia UNDP AMS   | Mã quốc gia WMO ZS                 | Tiền tố callsign ITU —          |

## Andorra
| ISO 3166-1 numeric 020        | ISO 3166-1 alpha-3 AND | ISO 3166-1 alpha-2 AD              | Tiền tố mã sân bay ICAO —        |
| Mã E.164 +376                 | Mã quốc gia IOC AND    | Tên miền quốc gia cấp cao nhất .ad | Tiền tố đăng ký sân bay ICAO C3- |
| Mã quốc gia di động E.212 213 | Mã ba ký tự NATO AND   | Mã hai ký tự NATO (lỗi thời) AN    | Mã MARC LOC AN                   |
| ID hàng hải ITU 202           | Mã ký tự ITU AND       | Mã quốc gia FIPS AN                | Mã biển giấy phép AND            |
| Tiền tố GTIN GS1 —            | Mã quốc gia UNDP AND   | Mã quốc gia WMO —                  | Tiền tố callsign ITU C3A-C3Z     |

## Angola
| ISO 3166-1 numeric 024        | ISO 3166-1 alpha-3 AGO | ISO 3166-1 alpha-2 AO              | Tiền tố mã sân bay ICAO FN               |
| Mã E.164 +244                 | Mã quốc gia IOC ANG    | Tên miền quốc gia cấp cao nhất .ao | Tiền tố đăng ký sân bay ICAO D2-         |
| Mã quốc gia di động E.212 631 | Mã ba ký tự NATO ANG   | Mã hai ký tự NATO (lỗi thời) AO    | Mã MARC LOC AO                           |
| ID hàng hải ITU 603           | Mã ký tự ITU AGL       | Mã quốc gia FIPS AO                | Mã biển giấy phép ANG (không chính thức) |
| Tiền tố GTIN GS1 —            | Mã quốc gia UNDP ANG   | Mã quốc gia WMO AN                 | Tiền tố callsign ITU D2A-D3Z             |

## Anguilla
| ISO 3166-1 numeric 660        | ISO 3166-1 alpha-3 AIA | ISO 3166-1 alpha-2 AI              | Tiền tố mã sân bay ICAO TQ               |
| Mã E.164 +1 264               | Mã quốc gia IOC —      | Tên miền quốc gia cấp cao nhất .ai | Tiền tố đăng ký sân bay ICAO VP-LA-      |
| Mã quốc gia di động E.212 365 | Mã ba ký tự NATO AIA   | Mã hai ký tự NATO (lỗi thời) AV    | Mã MARC LOC AM                           |
| ID hàng hải ITU 301           | Mã ký tự ITU AIA       | Mã quốc gia FIPS AV                | Mã biển giấy phép AXA (không chính thức) |
| Tiền tố GTIN GS1 —            | Mã quốc gia UNDP ANL   | Mã quốc gia WMO AI                 | Tiền tố callsign ITU —                   |

## Châu Nam Cực
| ISO 3166-1 numeric 010      | ISO 3166-1 alpha-3 ATA | ISO 3166-1 alpha-2 AQ              | Tiền tố mã sân bay ICAO NZ, SA, SC |
| Mã E.164 672                | Mã quốc gia IOC —      | Tên miền quốc gia cấp cao nhất .aq | Tiền tố đăng ký sân bay ICAO —     |
| Mã quốc gia di động E.212 — | Mã ba ký tự NATO ATA   | Mã hai ký tự NATO (lỗi thời) AY    | Mã MARC LOC AY                     |
| ID hàng hải ITU —           | Mã ký tự ITU ATA       | Mã quốc gia FIPS AY                | Mã biển giấy phép —                |
| Tiền tố GTIN GS1 —          | Mã quốc gia UNDP —     | Mã quốc gia WMO AA                 | Tiền tố callsign ITU —             |

## Antigua và Barbuda
| ISO 3166-1 numeric 028        | ISO 3166-1 alpha-3 ATG | ISO 3166-1 alpha-2 AG              | Tiền tố mã sân bay ICAO TA              |
| Mã E.164 +1 268               | Mã quốc gia IOC ANT    | Tên miền quốc gia cấp cao nhất .ag | Tiền tố đăng ký sân bay ICAO V2-        |
| Mã quốc gia di động E.212 344 | Mã ba ký tự NATO ATG   | Mã hai ký tự NATO (lỗi thời) AC    | Mã MARC LOC AQ                          |
| ID hàng hải ITU 304           | Mã ký tự ITU ATG       | Mã quốc gia FIPS AC                | Mã biển giấy phép AG (không chính thức) |
| Tiền tố GTIN GS1 —            | Mã quốc gia UNDP ANT   | Mã quốc gia WMO AT                 | Tiền tố callsign ITU V2A-V2Z            |

## Argentina
| ISO 3166-1 numeric 032        | ISO 3166-1 alpha-3 ARG | ISO 3166-1 alpha-2 AR              | Tiền tố mã sân bay ICAO SA                   |
| Mã E.164 +54                  | Mã quốc gia IOC ARG    | Tên miền quốc gia cấp cao nhất .ar | Tiền tố đăng ký sân bay ICAO LQ-, LV-        |
| Mã quốc gia di động E.212 722 | Mã ba ký tự NATO ARG   | Mã hai ký tự NATO (lỗi thời) AR    | Mã MARC LOC AG                               |
| ID hàng hải ITU 701           | Mã ký tự ITU ARG       | Mã quốc gia FIPS AR                | Mã biển giấy phép RA                         |
| Tiền tố GTIN GS1 778-779      | Mã quốc gia UNDP ARG   | Mã quốc gia WMO AG                 | Tiền tố callsign ITU AYA-AZZ,L2A-L9Z,LOA-LWZ |

## Armenia
| ISO 3166-1 numeric 051        | ISO 3166-1 alpha-3 ARM | ISO 3166-1 alpha-2 AM              | Tiền tố mã sân bay ICAO UD       |
| Mã E.164 +374                 | Mã quốc gia IOC ARM    | Tên miền quốc gia cấp cao nhất .am | Tiền tố đăng ký sân bay ICAO EK- |
| Mã quốc gia di động E.212 283 | Mã ba ký tự NATO ARM   | Mã hai ký tự NATO (lỗi thời) AM    | Mã MARC LOC AI                   |
| ID hàng hải ITU 216           | Mã ký tự ITU ARM       | Mã quốc gia FIPS AM                | Mã biển giấy phép AM             |
| Tiền tố GTIN GS1 485          | Mã quốc gia UNDP ARM   | Mã quốc gia WMO AY                 | Tiền tố callsign ITU EKA-EKZ     |

## Aruba
| ISO 3166-1 numeric 533        | ISO 3166-1 alpha-3 ABW | ISO 3166-1 alpha-2 AW              | Tiền tố mã sân bay ICAO TN       |
| Mã E.164 +297                 | Mã quốc gia IOC ARU    | Tên miền quốc gia cấp cao nhất .aw | Tiền tố đăng ký sân bay ICAO P4- |
| Mã quốc gia di động E.212 363 | Mã ba ký tự NATO ABW   | Mã hai ký tự NATO (lỗi thời) AA    | Mã MARC LOC AW                   |
| ID hàng hải ITU 307           | Mã ký tự ITU ABW       | Mã quốc gia FIPS AA                | Mã biển giấy phép —              |
| Tiền tố GTIN GS1 —            | Mã quốc gia UNDP ARU   | Mã quốc gia WMO AW                 | Tiền tố callsign ITU P4A-P4Z     |

## Úc
| ISO 3166-1 numeric 036        | ISO 3166-1 alpha-3 AUS | ISO 3166-1 alpha-2 AU              | Tiền tố mã sân bay ICAO Y                    |
| Mã E.164 +61                  | Mã quốc gia IOC AUS    | Tên miền quốc gia cấp cao nhất .au | Tiền tố đăng ký sân bay ICAO VH-             |
| Mã quốc gia di động E.212 505 | Mã ba ký tự NATO AUS   | Mã hai ký tự NATO (lỗi thời) AS    | Mã MARC LOC AT                               |
| ID hàng hải ITU 503           | Mã ký tự ITU AUS       | Mã quốc gia FIPS AS                | Mã biển giấy phép AUS                        |
| Tiền tố GTIN GS1 930-939      | Mã quốc gia UNDP AUL   | Mã quốc gia WMO AU                 | Tiền tố callsign ITU AXA-AXZ,VHA-VNZ,VZA-VZZ |

## Áo
| ISO 3166-1 numeric 040        | ISO 3166-1 alpha-3 AUT | ISO 3166-1 alpha-2 AT              | Tiền tố mã sân bay ICAO LO       |
| Mã E.164 +43                  | Mã quốc gia IOC AUT    | Tên miền quốc gia cấp cao nhất .at | Tiền tố đăng ký sân bay ICAO OE- |
| Mã quốc gia di động E.212 232 | Mã ba ký tự NATO AUT   | Mã hai ký tự NATO (lỗi thời) AU    | Mã MARC LOC AU                   |
| ID hàng hải ITU 203           | Mã ký tự ITU AUT       | Mã quốc gia FIPS AU                | Mã biển giấy phép A              |
| Tiền tố GTIN GS1 900-919      | Mã quốc gia UNDP AUS   | Mã quốc gia WMO OS                 | Tiền tố callsign ITU OEA-OEZ     |

## Azerbaijan
| ISO 3166-1 numeric 031        | ISO 3166-1 alpha-3 AZE | ISO 3166-1 alpha-2 AZ              | Tiền tố mã sân bay ICAO UB       |
| Mã E.164 +994                 | Mã quốc gia IOC AZE    | Tên miền quốc gia cấp cao nhất .az | Tiền tố đăng ký sân bay ICAO 4K- |
| Mã quốc gia di động E.212 400 | Mã ba ký tự NATO AZE   | Mã hai ký tự NATO (lỗi thời) AJ    | Mã MARC LOC AJ                   |
| ID hàng hải ITU 423           | Mã ký tự ITU AZE       | Mã quốc gia FIPS AJ                | Mã biển giấy phép AZ             |
| Tiền tố GTIN GS1 476          | Mã quốc gia UNDP AZE   | Mã quốc gia WMO AJ                 | Tiền tố callsign ITU 4JA-4KZ     |